# Annona macrocalyx
Annona macrocalyx R.E.Fr. – gatunek rośliny z rodziny flaszowcowatych (Annonaceae Juss.). Występuje naturalnie w Peru. 

## Morfologia
PokrójZimozielone drzewo dorastające do 5 m wysokości. Gałęzie są owłosione.
LiścieMają eliptyczny kształt. Mierzą 10–14 cm długości oraz 4–6,5 cm szerokości. Nasada liścia jest zaokrąglona lub ostrokątna. Liść na brzegu jest całobrzegi. Wierzchołek jest ogoniasty. Ogonek liściowy jest owłosiony i dorasta do 6–7 mm długości.
KwiatySą pojedyncze. Rozwijają się w kątach pędów. Działki kielicha mają owalny kształt i dorastają do 10–15 mm długości. Płatki mają kształt od owalnego do okrągławego. Osiągają do 15–18 mm długości.